# Caroline Cejková
Caroline Cejková (* 29. říjen 1985, Bülach) je švýcarská reprezentantka v orientačním běhu, její rodiče jsou původem z České republiky. Mezi její největší úspěchy na mezinárodní scéně patří bronzová medaile z mistrovství Evropy 2010 v bulharském Primorsku. V současnosti běhá za švédský klub Göteborg-Majorna.

## Sportovní kariéra
| Přehled úspěchů na Mistrovství světa | Přehled úspěchů na Mistrovství světa | Přehled úspěchů na Mistrovství světa | Přehled úspěchů na Mistrovství světa | Přehled úspěchů na Mistrovství světa |
| Mistrovství světa                    | Sprint                               | Middle                               | Long                                 | Štafety                              |
| ------------------------------------ | ------------------------------------ | ------------------------------------ | ------------------------------------ | ------------------------------------ |
| Olomouc 2008                         | X                                    | X                                    | 19. místo                            | X                                    |
| Miskolc 2009                         | X                                    | X                                    | 26. místo                            | X                                    |

| Přehled úspěchů na Mistrovství Evropy | Přehled úspěchů na Mistrovství Evropy | Přehled úspěchů na Mistrovství Evropy | Přehled úspěchů na Mistrovství Evropy | Přehled úspěchů na Mistrovství Evropy |
| Mistrovství Evropy                    | Sprint                                | Middle                                | Long                                  | Štafety                               |
| ------------------------------------- | ------------------------------------- | ------------------------------------- | ------------------------------------- | ------------------------------------- |
| Ventspils 2008                        | X                                     | 17. místo                             | 36. místo                             | 22. místo                             |
| Primorsko 2010                        | 10. místo                             | X                                     | 17. místo                             | 3. místo                              |

| Přehled úspěchů na Mistrovství světa juniorů | Přehled úspěchů na Mistrovství světa juniorů | Přehled úspěchů na Mistrovství světa juniorů | Přehled úspěchů na Mistrovství světa juniorů | Přehled úspěchů na Mistrovství světa juniorů |
| Mistrovství světa juniorů                    | Sprint                                       | Middle                                       | Long                                         | Štafety                                      |
| -------------------------------------------- | -------------------------------------------- | -------------------------------------------- | -------------------------------------------- | -------------------------------------------- |
| Tenero 2005                                  | X                                            | 10. místo                                    | 12. místo                                    | X                                            |